# موسى بن هارون
موسى بن هارون البزاز راوي من رواة الحديث، وكنيته أبو عمران، إمام وحافظ ومحدث وحجة ناقد، محدث العراق، قال الخطيب كان موسى ثقة حافظا، وقال أبو بكر الصبغي ما رأينا في حفاظ الحديث أهيب ولا أورع من موسى بن هارون، وعن محمد بن العباس قال قرأ على أبو الحسين ابن المنادي وأنا أسمع قال أبو عمران موسى بن هارون بن عبد الله البزاز كان أحد المشهورين بالحفظ والثقة ومعرفة الرجال، توفي سنة 294 هـ.